# Djäknegatshusen

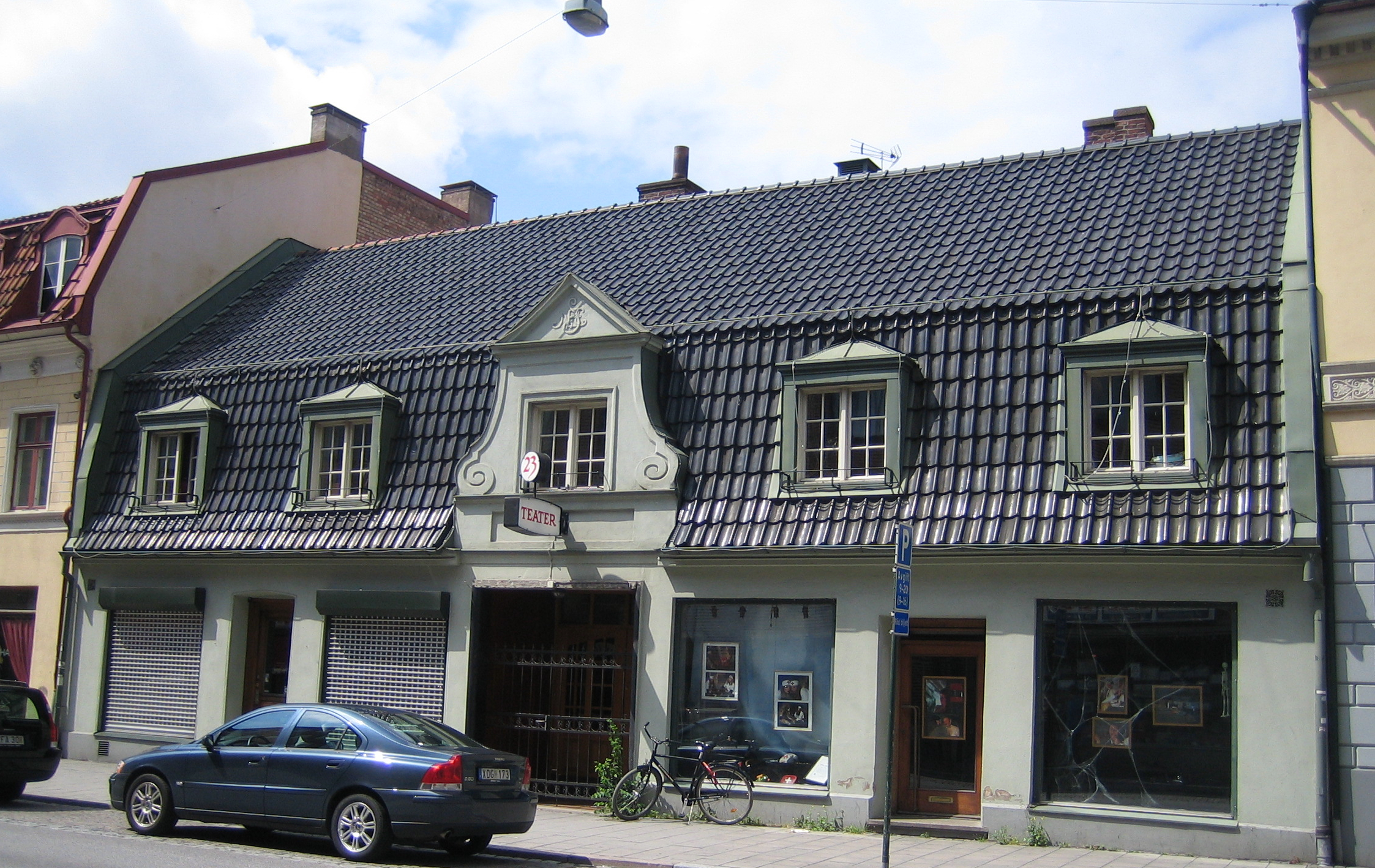
Teater 23, Djäknegatan 7

Djäknegatshusen är sju byggnader längs Djäknegatan i Malmö som byggnadsminnesförklarades 1997. Husen ligger på smala tomter vars indelning härstammar från 1400-talet eller tidigare. De har fått namn efter de djäknar eller elever, som lärde sig vid Malmö Latinskola, vilken hade grundats 1406. Tomtgränser kan följas tillbaka till 1400-talets början.
- Djäknegatan 3 - 5, kvarteret von Conow 47, består av två gatuhus med affärer och bostäder. Det ena byggdes i två våningar 1848 men fick ytterligare en våning 1893. Det andra uppfördes i två våningar 1817. Fasadens utformning är från 1886.

- Djäknegatan 7, kvarteret von Conow 38, byggdes 1794 i en våning. 1926 tillkom en mansardvåning och då gjordes bottenvåningen om från bostad till affärslokal. I den södra delen finns en källare som ursprungligen tillhörde ett medeltida hus. I huset finns idag Teater 23.

- Djäknegatan 9, kvarteret von Conow 37, består av ett gatuhus och flera gårdshus. Gatuhuset har två våningar med bostad och affärer, samt en inredd mansardvåning. Det uppfördes under första halvan av 1800-talet och genomgick ombyggnader 1863 och 1918.

- Djäknegatan 11, kvarteret von Conow 36, har gatu- och gårdshus i två våningar. Det uppfördes före 1857 och byggdes om 1871. Skyltfönstret tillkom 1917.

- Djäknegatan 15, kvarteret von Conow 34, har ett gatuhus i klassicerande stil från 1882. Tegeltaket fick en kupa i plåt 1925. Samma år bygges gårdshuset från 1882 om till glasmästeri.

- Djäknegatan 17, kvarteret von Conow 33, är ett trevåningshus från 1898 med inredd mansardvåning. Till fastigheten hör även ett gårdshus.

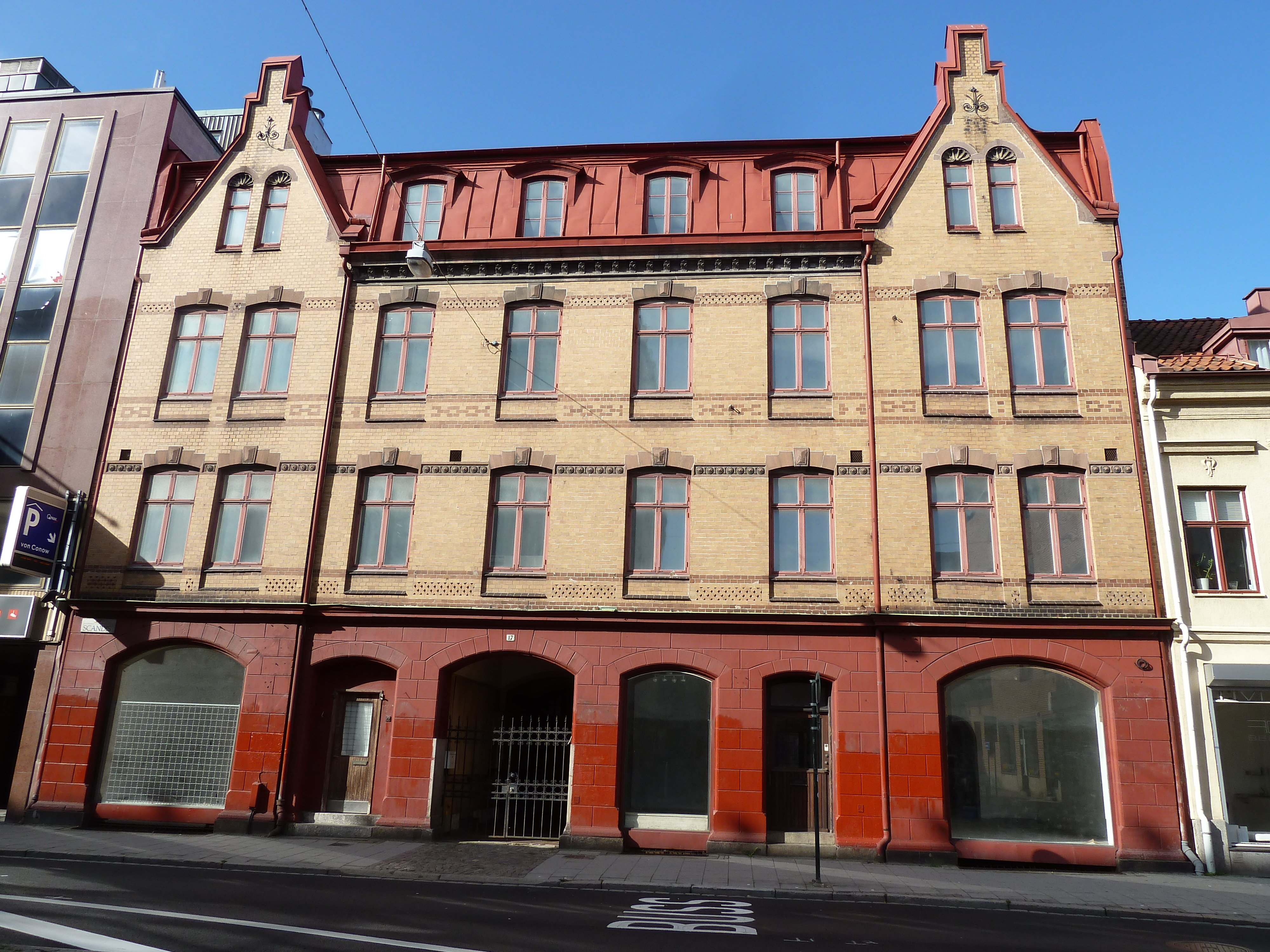
Djäknegatan 17
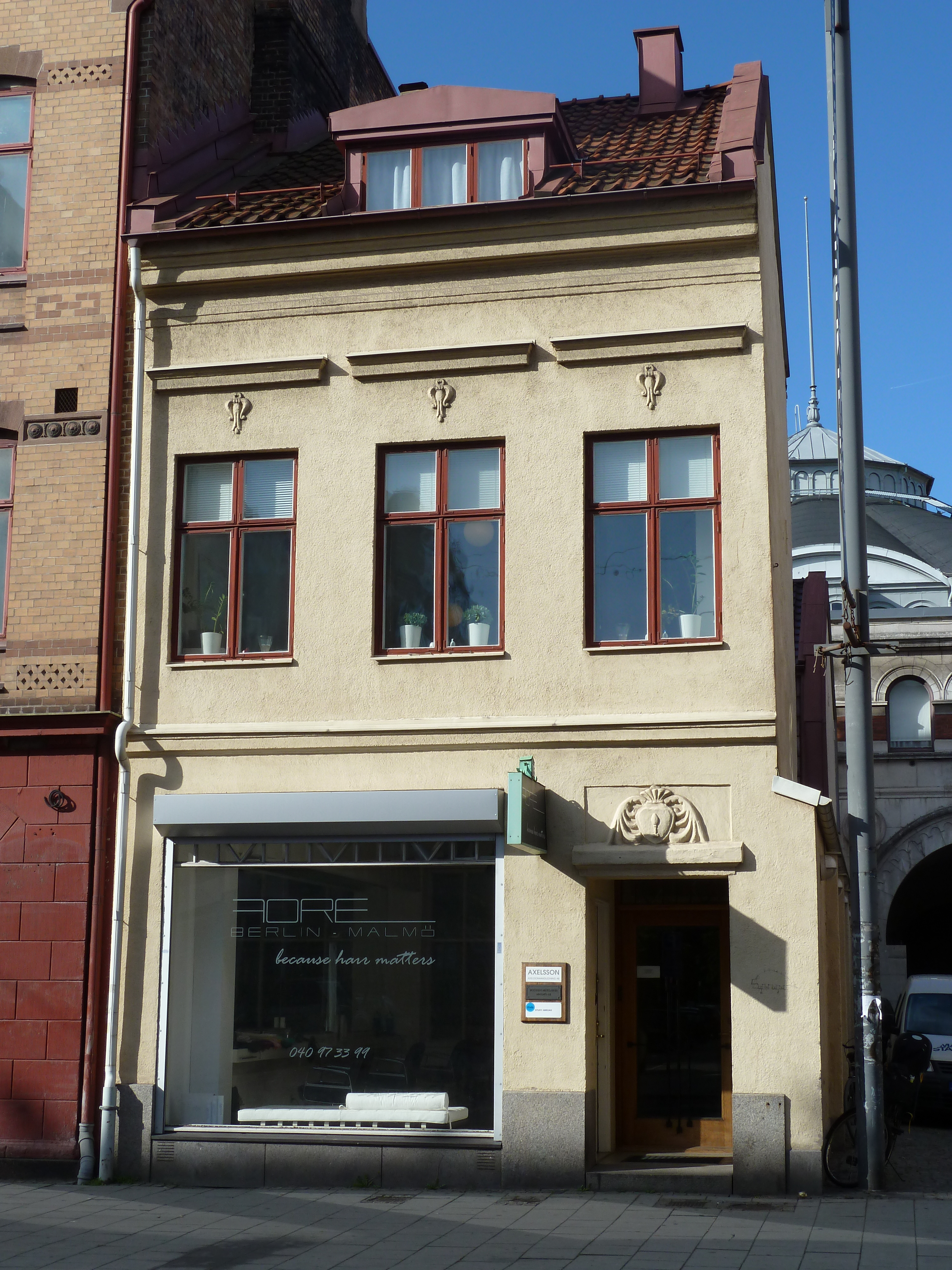
Djäknegatan 15
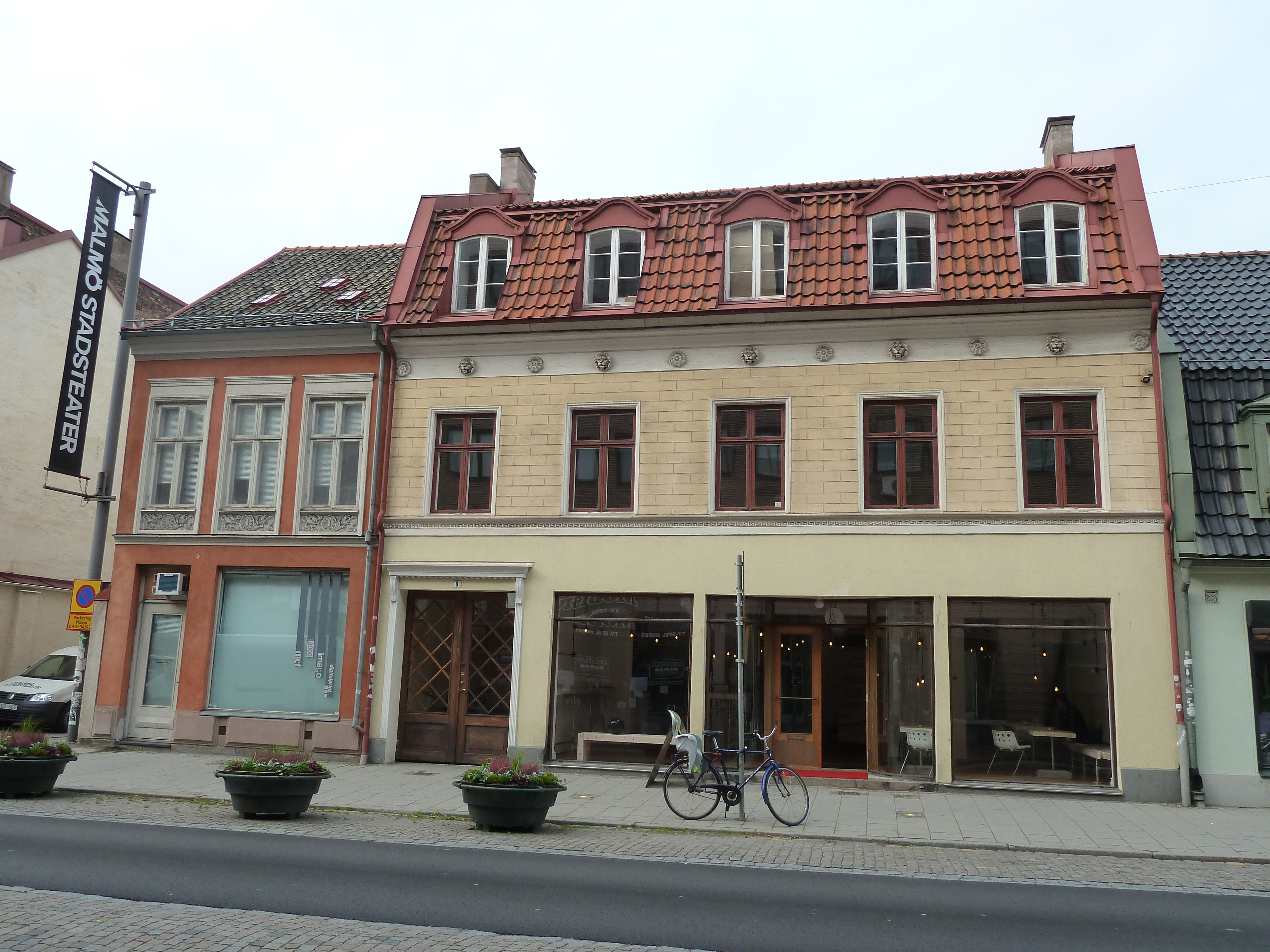
Däknegatan 11-9
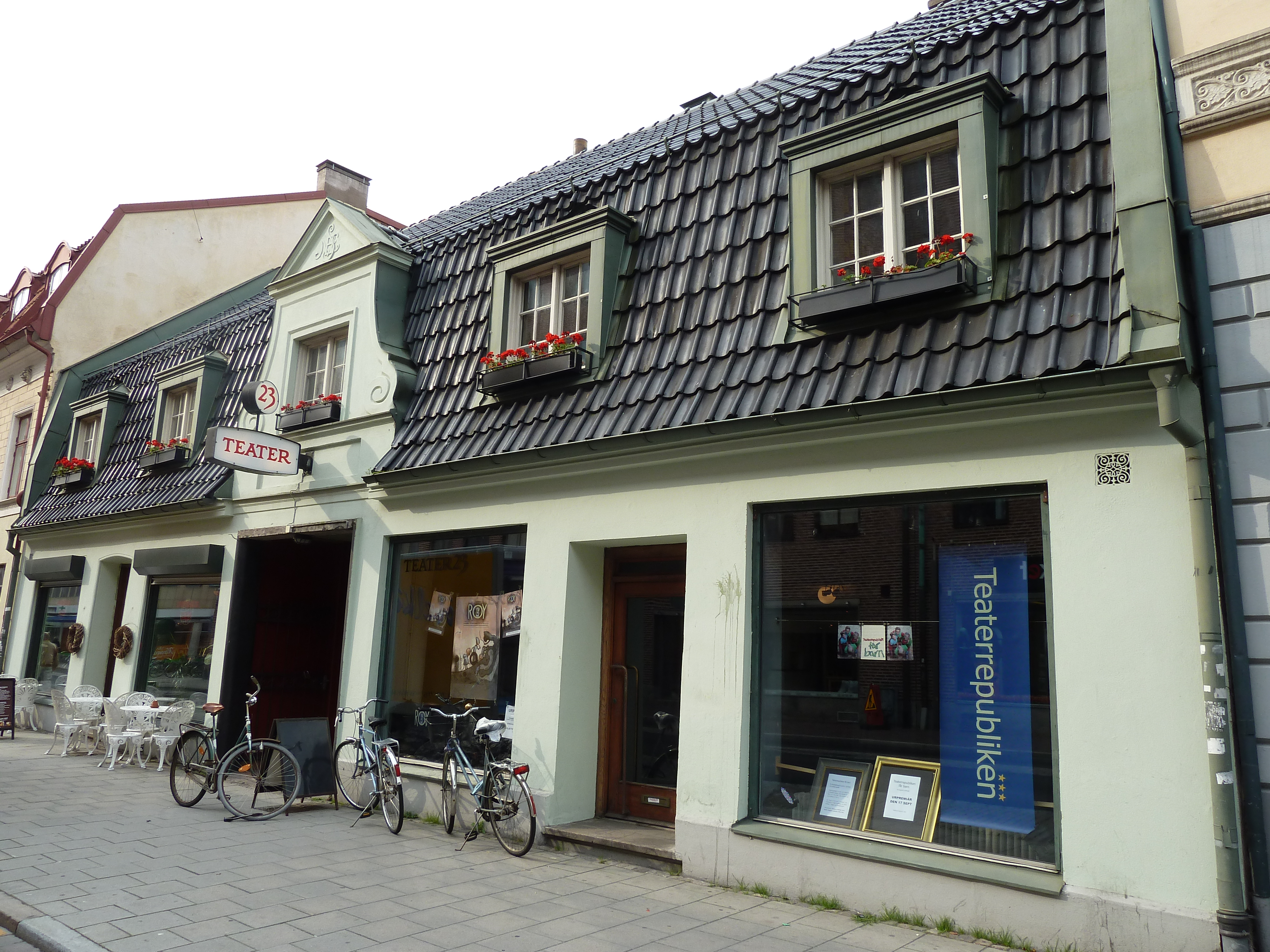
Djäknegatan 7
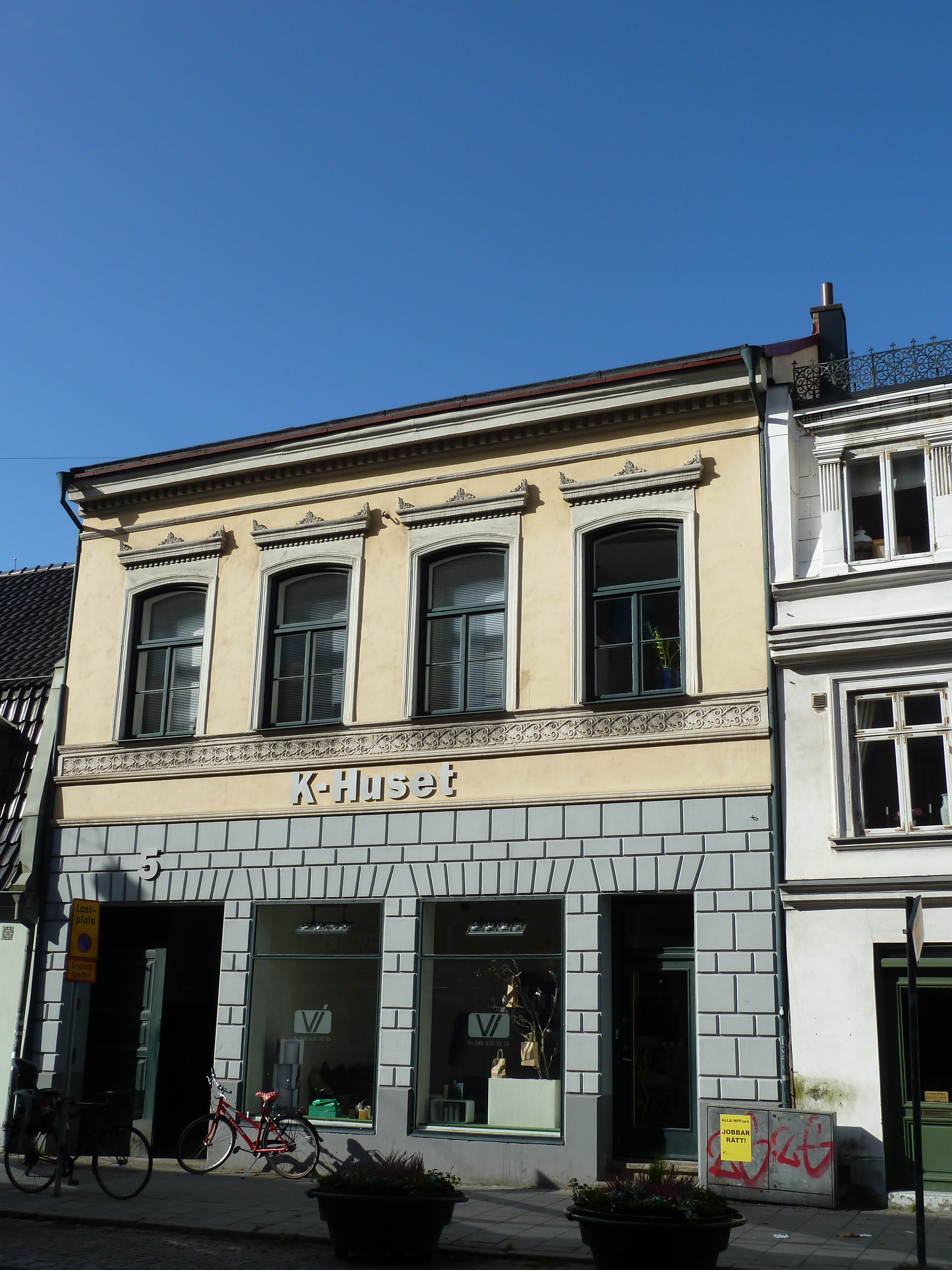
Djäknegatan 5
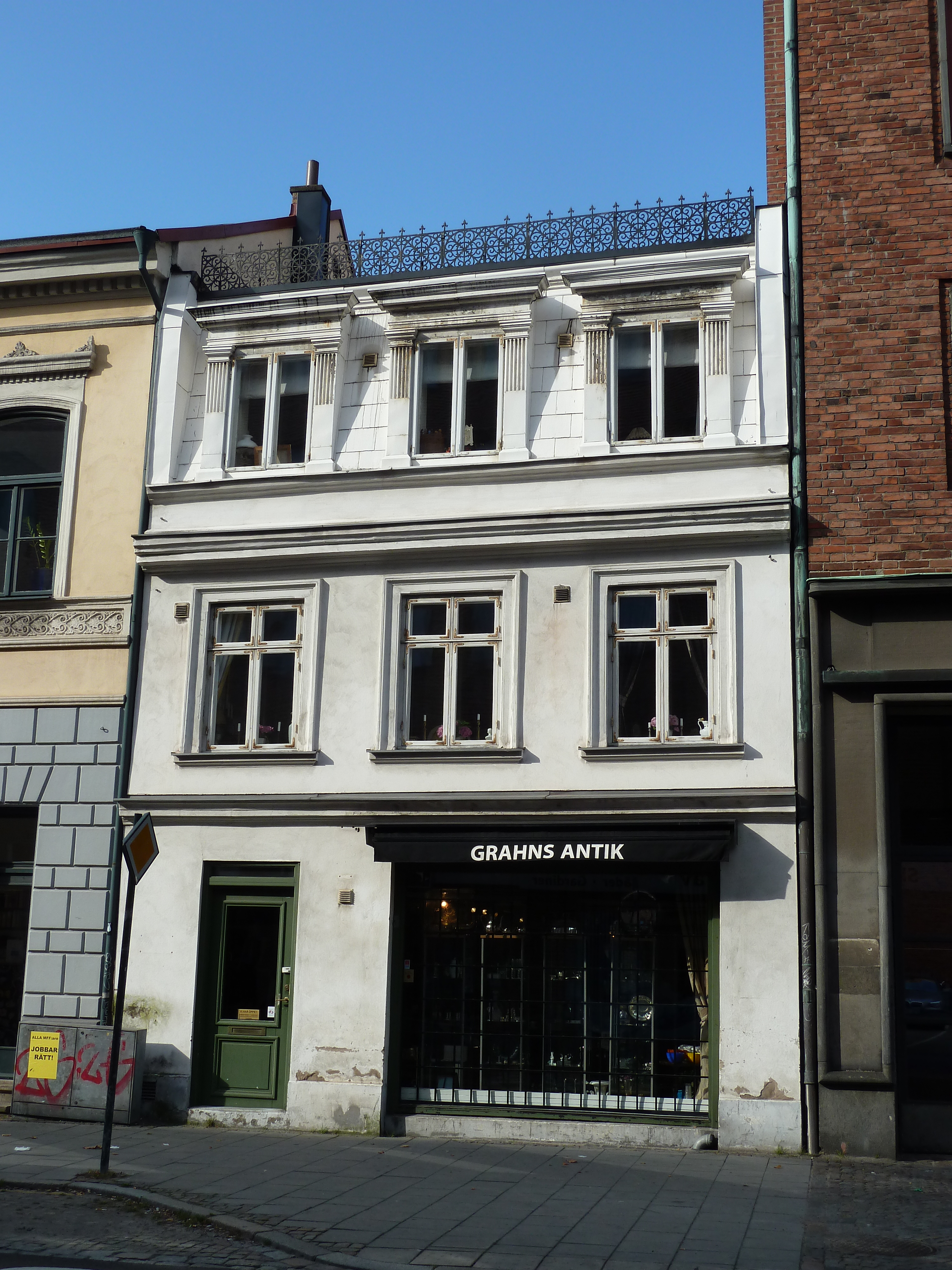
Djäknegatan 3